# Cykling vid panamerikanska spelen 2011
Cykling vid panamerikanska spelen 2011 anordnades i Guadalajara, Mexiko under perioden 15–22 oktober 2011.

## Medaljsummering
| Pl.    | Nation                  | Guld | Silver | Brons | Totalt |
| ------ | ----------------------- | ---- | ------ | ----- | ------ |
| 1      | Colombia                | 7    | 2      | 4     | 13     |
| 2      | Venezuela               | 5    | 3      | 0     | 8      |
| 3      | USA                     | 2    | 3      | 2     | 7      |
| 4      | Kuba                    | 2    | 2      | 3     | 7      |
| 5      | Kanada                  | 1    | 1      | 2     | 4      |
| 6      | Nederländska Antillerna | 1    | 0      | 0     | 1      |
| 7      | Mexiko                  | 0    | 3      | 1     | 4      |
| 8      | Chile                   | 0    | 2      | 1     | 3      |
| 9      | Argentina               | 0    | 1      | 4     | 5      |
| 10     | El Salvador             | 0    | 1      | 0     | 1      |
| 11     | Trinidad och Tobago     | 0    | 0      | 1     | 1      |
| Totalt | Totalt                  | 18   | 18     | 18    | 54     |

### Bancykling
| Gren                     | Guld                                                                        | Silver                                                                       | Brons                                                                             |
| Damernas lagförföljelse  | Kanada · Laura Brown · Jasmin Glaesser · Stephanie Roorda                   | Kuba · Yumari Gonzalez · Dalila Rodriguez · Yudelmis Dominguez               | Colombia · María Luisa Calle · Serika Guluma · Lorena Vargas                      |
| Herrarnas lagförföljelse | Colombia · Juan Esteban Arango · Edwin Avila · Arles Castro · Weimar Roldan | Chile · Antonio Cabrera · Gonzalo Miranda · Pablo Seisdedos · Luis Sepulveda | Argentina · Maximiliano Almada · Marcos Crespo · Walter Pérez · Eduardo Sepulveda |
| Damernas sprint          | Lisandra Guerra (CUB)                                                       | Daniela Larreal (VEN)                                                        | Diana Garcia (COL)                                                                |
| Herrarnas sprint         | Hersony Canelon (VEN)                                                       | Fabian Puerta (COL)                                                          | Njisane Phillip (TTO)                                                             |
| Damernas lagsprint       | Venezuela · Daniela Larreal · Mariaesthela Vilera                           | Colombia · Diana Garcia · Juliana Gaviria                                    | Mexiko · Nancy Contreras · Luz Daniela Gaxiola                                    |
| Herrarnas lagsprint      | Venezuela · Hersony Canelon · Cesar Marcano · Angel Pulgar                  | USA · Michael Blatchford · Dean Tracy · James Watkins                        | Colombia · Jonathan Marin · Fabian Puerta · Christian Tamayo                      |
| Damernas keirin          | Daniela Larreal (VEN)                                                       | Luz Daniela Gaxiola (MEX)                                                    | Dana Feiss (USA)                                                                  |
| Herrarnas keirin         | Fabian Puerta (COL)                                                         | Hersony Canelon (VEN)                                                        | Leandro Botasso (ARG)                                                             |
| Damernas omnium          | Angie González (VEN)                                                        | Sofia Arreola (MEX)                                                          | Marlies Mejias (CUB)                                                              |
| Herrarnas omnium         | Juan Esteban Arango (COL)                                                   | Luis Mansilla (CHI)                                                          | Walter Pérez (ARG)                                                                |

### BMX
| Gren          | Guld                | Silver               | Brons                        |
| Damernas BMX  | Mariana Pajón (COL) | Arielle Martin (USA) | Gabriela Díaz (ARG)          |
| Herrarnas BMX | Connor Fields (USA) | Nicholas Long (USA)  | Andrés Jiménez Caicedo (COL) |

### Landsvägscykling
| Gren                | Guld                    | Silver                | Brons                    |
| Damernas linjelopp  | Arlenis Sierra (CUB)    | Yumari González (CUB) | Yudelmis Domínguez (CUB) |
| Herrarnas linjelopp | Marc de Maar (AHO)      | Miguel Ubeto (VEN)    | Arnold Alcolea (CUB)     |
| Damernas tempolopp  | María Luisa Calle (COL) | Evelyn García (ESA)   | Laura Brown (CAN)        |
| Herrarnas tempolopp | Marlon Pérez (COL)      | Matias Médici (ARG)   | Carlos Oyarzún (CHI)     |

### Mountainbike
| Gren                   | Guld                  | Silver               | Brons                 |
| Damernas mountainbike  | Heather Irmiger (USA) | Lorenza Morfin (MEX) | Amanda Sin (CAN)      |
| Herrarnas mountainbike | Hector Paez (COL)     | Max Plaxton (CAN)    | Jeremiah Bishop (USA) |